# Český lev 2022
Český lev 2022 byl 30. ročník cen České filmové a televizní akademie Český lev. Slavnostní ceremoniál vyhlášení cen se uskutečnil v sobotu 4. března 2023 v pražském Rudolfinu; v přímém přenosu jej vysílala Česká televize na programu ČT1. Ceremoniál uváděl Jiří Havelka. Nejvíce nominací (12) získal film Arvéd; jedenáct si nese Il Boemo, osm BANGER., sedm Světlonoc, po čtyřech pak Grand Prix, Jan Žižka, Oběť a televizní série Podezření.

## Ceny a nominace

### Nejlepší celovečerní film
- Il Boemo
- Arvéd
- BANGER.
- Oběť
- Světlonoc

### Nejlepší dokumentární film
- Zkouška umění – režie Adéla Komrzý
- Bratrství – režie Francesco Montagner
- Good Old Czechs – režie Tomáš Bojar
- KaprKód – režie Lucie Králová
- Toyen, baronka surrealismu – režie Andrea Sedláčková

### Nejlepší režie
- Il Boemo – Petr Václav
- Arvéd – Vojtěch Mašek
- Oběť – Michal Blaško
- Světlonoc – Tereza Nvotová
- BANGER. – Adam Sedlák

### Nejlepší ženský herecký výkon v hlavní roli
- Podezření – Klára Melíšková
- Světlonoc - Natália Germáni
- Il Boemo – Barbara Ronchi
- Oběť – Vita Smalchelyuk
- A pak přišla láska… – Pavla Tomicová

### Nejlepší mužský herecký výkon v hlavní roli
- Arvéd – Michal Kern
- Il Boemo – Vojtěch Dyk
- BANGER. – Adam Mišík
- Slovo – Martin Finger
- Hranice lásky – Matyáš Řezníček

### Nejlepší ženský herecký výkon ve vedlejší roli
- Buko – Martha Issová
- Podezření – Denisa Barešová
- Grand Prix – Anna Kameníková
- Grand Prix – Tatiana Dyková
- Il Boemo – Lana Vlady

### Nejlepší mužský herecký výkon ve vedlejší roli
- BANGER. – Marsell Bendig
- Arvéd – Saša Rašilov
- Grand Prix – Štěpán Kozub
- Poslední závod – Oldřich Kaiser
- Kdyby radši hořelo – Miroslav Krobot

### Nejlepší scénář
- Arvéd – Jan Poláček, Vojtěch Mašek
- Il Boemo – Petr Václav
- Podezření – Štěpán Hulík
- BANGER. – Adam Sedlák
- Oběť – Jakub Medvecký

### Nejlepší kamera
- Poslední závod – Jan Baset Střítežský
- Arvéd – Dušan Husár
- BANGER. – Dušan Husár
- Il Boemo – Diego Romero Suarez-Llanos
- Světlonoc – Frederico Cesca

### Nejlepší střih
- BANGER. – Šimon Hájek, Jakub Jelínek
- Arvéd – Hedvika Hansalová
- Good Old Czechs – Šimon Špidla
- Světlonoc – Pavel Hrdlička
- KaprKód – Adam Brothánek

### Nejlepší zvuk
- Il Boemo – Daniel Němec, Francesco Liotard
- Arvéd – Jakub Jurásek
- Jan Žižka – Martin Jílek, Peter Hilčanský, Viktor Prášil
- Světlonoc – Marek Hart, Michaela Patríková, Ivan Horák
- KaprKód – Richard Müller

### Nejlepší hudba
- Arvéd – Jonatán Pastirčák, Ondřej Mikula
- Světlonoc – Jonatán Pastirčák, Robin Coudert
- Král Šumavy: Fantom temného kraje – Beata Hlavenková
- Slovo – Jan P. Muchow
- BANGER. – Oliver Torr

### Nejlepší filmová scénografie
- Il Boemo – Irena Hradecká, Luca Servino
- Devadesátky – Henrich Boráros
- Arvéd – Nina Feriancová
- Jan Žižka – Jiří Sternwald
- Běžná selhání – Antonín Šilar

### Nejlepší kostýmy
- Il Boemo – Andrea Cavalletto
- Devadesátky – Andrea Králová
- Arvéd – Františka Králíková
- Jan Žižka – Kateřina Mírová
- Marie Terezie – pátý díl – Ján Kocman

### Nejlepší masky
- Il Boemo –  Andrea McDonald
- Arvéd – Iveta Huptychová
- Grand Prix – Lukáš Král, Jana Bílková
- Jan Žížka – Ivo Strangmüller, René Stejskal, Jamie Keiman
- Marie Terezie – pátý díl – Ivo Strangmüller, René Stejskal, David Šesták

### Nejlepší animovaný film
- Zuza v zahradách – Lucie Sunková
- Tmání – Ondřej Moravec
- Carp Xmass – Anna Heribanová

### Nejlepší krátký film
- Rituály – Damián Vondrášek
- Barcarole – Igor Chmela
- Vinland – Martin Kuba

### Nejlepší televizní film nebo minisérie
- Podezření (minisérie, Česká televize) – režie Michal Blaško, Michal Reitler
- Král Šumavy: Fantom temného kraje (film, TV Nova) – režie David Ondříček,  Michal Reitler
- Pozadí událostí (minisérie, Česká televize) – režie Jan Hřebejk

### Nejlepší televizní seriál
- Devadesátky (Česká televize) – režie Peter Bebjak
- Stíny v mlze (Česká televize) – režie Radim Špaček
- Pět let (Česká televize) – režie Damián Vondrášek

### Cena Magnesia za nejlepší studentský film
- Vinland – Martin Kuba
- Rituály – Damián Vondrášek
- Atestace – Jan Hecht
- Ostrov svobody – Petr Januschka
- Asterión – Francesco Montagner

### Mimořádný přínos české kinematografii
- Marcela Pittermannová
- Jan Jíra

### Mimořádný počin v oblasti audiovize
- Eduard Kučera, Milada Kučerová
- Petr Šikoš, Alice Šikošová
- Pavel Sláma, Petrana Slámová

### Nejlepší filmový plakát
nestatutární cena
- Arvéd – Vojtěch Mašek, Soňa Juríková
- Poslední závod – Radka Beránková, Nikolas Tušl
- Hranice lásky – Branislav Šimončík, Jan Poukar
- Světlonoc – Jan Němec
- KaprKód – Mindset Pictures

### Cena filmových fanoušků
nestatutární cena
- Devadesátky – režie Peter Bebjak